# Mehmed Baždarević
Mehmed Baždarević (Višegrad, 28 settembre 1960) è un allenatore di calcio ed ex calciatore jugoslavo, dal 1992 bosniaco, di ruolo centrocampista.

## Carriera

### Giocatore

#### Club
Considerato uno dei migliori calciatori bosniaci di sempre, iniziò la carriera con lo Željezničar nel 1979. Con la squadra di Sarajevo giocò più 200 partite e raggiunse le semifinali di Coppa UEFA Coppa UEFA 1984-1985 sotto la guida di Ivica Osim. Nel 1987 si trasferì in Francia al Sochaux dove conquistò il premio di miglior calciatore straniero di Francia nel 1989.
Nel 1996 passò al Nîmes Olympique e prima di annunciare il suo ritiro nel 1999, militò per un anno in Svizzera nell'Étoile Carouge FC.

#### Nazionale
Durante la sua attività, giocò per la Jugoslavia e per la Bosnia ed Erzegovina. Con la Jugoslavia vanta 54 presenze impreziosite da tre reti, la partecipazione al campionato d'Europa 1984 e ai Giochi olimpici di Los Angeles 1984. Nonostante la classe cristallina, è ricordato anche per un fatto spiacevole: durante la partita di qualificazione al campionato del mondo 1990 tra la sua Nazionale e la Norvegia, lo sportivo sputò all'arbitro turco Yusuf Namoğlu. Per questo incidente, fu costretto a saltare la rassegna mondiale.

### Allenatore
Iniziò la carriera di allenatore nel Sochaux come assistente e allenatore delle riserve. Nel 2003 fu alla guida dell'Istres, che portò alla promozione nel 2004 in Ligue 1. Nel 2005 andò in Tunisia all'Étoile Sportive du Sahel e raggiunse la finale della CAF Champions League persa contro l'Al-Ahly.
Nel 2006 si trasferì in Qatar all'Al-Wakrah Sports Club e successivamente, nel 2007, ritornò in Francia, questa volta al Grenoble, con cui raggiunse la sua seconda promozione in massima serie. Nel settembre 2010 lascia il Grenoble e l'11 giugno 2011 firma un biennale col Sochaux. Il 13 dicembre 2014 diventò Commissario Tecnico della Nazionale di calcio della Bosnia ed Erzegovina, nel tentativo di far raggiungere alla squadra un posto per Euro 2016, che si dimostrò più complicato del previsto in quanto la squadra (nonostante partisse favorita per arrivare tra le prime 2 insieme al Belgio nel girone) al suo arrivo era quinta (e penultima) con 2 punti e a -4 sul terzo posto (presieduto da Cipro) e -6 dal secondo (presieduto dal Galles). Delle 6 partite rimanenti la squadra ne vinse 5, perdendo solo per 3-1 in casa del Belgio, arrivando terza con 17 punti, arrivando terza e qualificandosi così per i playoffs, per giunta come la migliore delle teste di serie e pescò l'Irlanda; tuttavia ad aver la meglio furono i nordici, che dopo aver pareggiato per 1-1 in casa degli slavi a Zenica, al ritorno vinsero per 2-0 a Dublino con doppietta di Jonathan Walters aggiudicandosi così la qualificazione alla competizione continentale a scapito della Bosnia il 16 novembre 2015.  Il mese successivo, nel dicembre 2015 gli venne prolungato il contratto sino al giugno 2018. Il 5 dicembre 2017 conferma le sue dimissioni dopo la mancata qualificazione al Mondiale.

## Palmarès

### Giocatore

#### Nazionale
- Bronzo olimpico: 1

Los Angeles 1984

### Allenatore

#### Competizioni nazionali
- Coppa di Lega tunisina: 1

Etoile du Sahel: 2005
- Coppa d'Algeria: 1

MC Alger: 2014

#### Competizioni internazionali
- Coppa della Confederazione CAF: 1

Etoile du Sahel: 2006